# Iglesia de Cristo Obrero y Nuestra Señora de Lourdes
Iglesia de Cristo Obrero y Nuestra Señora de Lourdes (deutsch: Kirche Christus der Arbeiter und Unsere Liebe Frau von Lourdes) ist eine römisch-katholische Kirche des Bistums Canelones in Estación Atlántida, einem Teilort des Municipio Atlantida im Departamento Canelones, Uruguay. Oft wird sie nur kurz als Iglesia Cristo Obrero oder Kirche von Atlántida bezeichnet, da sie die Pfarrkirche dieses Stadtteils ist. Sie liegt am nördlichen Rand der Ortschaft bei Kilometer 164 km der Ruta 11.
Die Kirche wurde von dem uruguayischen Architekten Eladio Dieste 1952 entworfen und von 1958 bis 1960 erbaut. 2018 wurde diese Kirche vorgeschlagen zur Aufnahme in die Welterbeliste der UNESCO, nachdem schon 2010 das Gesamtwerk des Architekten Dieste dafür vorgeschlagen worden war. Im Jahr 2021 wurde sie in die Liste des Weltkulturerbes aufgenommen.
Die Kirche, zu der ein runder durchbrochener Campanile von etwa drei Metern Durchmesser gehört, ist ganz aus Backstein erbaut. Der Grundriss ist im Prinzip rechteckig, aber sowohl Wände als auch die Decke/das Dach sind wellenförmig geschwungen. Die Kirche misst 16 Meter in der Breite und 30 Meter in der Länge, die Höhe des Kirchenschiffs beträgt sieben Meter.

## Nachweise
1. ↑  Iglesia Cristo Obrero | Gestiones ante Unesco, abgerufen am 19. April 2020.
2. ↑  Deutsche UNESCO-Kommission: 13 neue UNESCO-Welterbestätten, 27. Juli 2021, abgerufen am 2. August 2021.

Koordinaten: 34° 44′ 37,9″ S, 55° 45′ 59,1″ W